# Gless Peak
Der Gless Peak ist ein 2630 m hoher Berg der Victory Mountains im ostantarktischen Viktorialand. Er ragt 3 km westsüdwestlich des Cirque Peak in der Millen Range auf.
Der United States Geological Survey kartierte ihn anhand von geodätischen Vermessungen und mithilfe von Luftaufnahmen der United States Navy zwischen 1960 und 1964. Das Advisory Committee on Antarctic Names benannte ihn 1969 nach dem US-amerikanischen Biologen Elmer Elden Gless (1928–2009), der auf der Hallett-Station während der Saisons 1965/1966, 1966/1967 und 1967/1968 tätig war.